# Parafia Podwyższenia Krzyża Świętego w Torzymiu
Parafia Podwyższenia Krzyża Świętego w Torzymiu – rzymskokatolicka parafia, administracyjnie i terytorialnie należąca do dekanatu Sulęcin diecezji zielonogórsko-gorzowskiej, metropolii szczecińsko-kamieńskiej w Polsce, erygowana w 1945. Mieści się przy ulicy Sulęcińskiej.